# Edifício Brasil Portugal
Fachada frontal do Edifício Brasil Portugal vista a partir da avenida Rodrigues Alves
O Edifício Brasil Portugal é um exemplar da arquitetura moderna de meados do século XX, localizado no centro da cidade de Bauru. Foi construído em 1964 e projetado pelo arquiteto português Fernando Ferreira de Pinho, tornando-se o primeiro edifício com essas características a ser erguido na cidade. Embora muitos acreditem que tenha sido o primeiro edifício vertical de uso exclusivamente residencial no centro de Bauru, esse título pertence ao Edifício Bauru, também situado na Avenida Rodrigues Alves.
O nome 'Brasil Portugal' é uma homenagem às raízes luso-brasileiras e foi dado pelo Banco Hipotecário Lar Brasileiro S.A., que financiou o projeto por meio de um concurso no qual o Edifício Brasil Portugal saiu vencedor.
A fachada frontal do prédio tem vista para a avenida Nações Unidas com a avenida Rodrigues Alves, e seus fundos têm vista para rua Batista de Carvalho.  É um dos três edifícios dentre os vinte e cinco bens tombados pelo Conselho de defesa do Patrimônio Cultural (CODEPAC) de Bauru que, em 9 de abril de 2002, tornou-o um bem tombado na cidade, considerando-o parte cultural e social do município.

## Contexto histórico
A cidade de Bauru iniciou seu processo de habitações verticais na década de 1950, fato este que a inseriu em um cenário de progresso, tendo como plano de fundo o Plano de Metas proposto pelo presidente da época, Juscelino Kubitschek. No entanto, o Brasil, já vinha seguindo uma lógica promovida pela Constituição de 1937 de reorganização das metrópoles em favor de uma abordagem mais linear, questionando o modelo de Plano de Avenidas, que era considerado como centralizador e exercia forte pressão sobre um único centro da cidade. Nesse cenário histórico, o Brasil já havia substituído as ferrovias por rodovias construídas nos mesmos percursos, consolidando as estradas como o principal modelo de locomoção, tanto de pessoas como mercadorias. Essas rodovias integraram a ligação entre populações e produções que diferentes densidades populacionais. Caso de rodovias que foram construídas nessa época são a rodovia Padre Anchieta, que liga a capital de São Paulo ao litoral e rodovia Marechal Rondon que, posteriormente, está ligada à avenida Nações Unidas, local onde o edifício foi construído. Assim, segundo Adalberto da Silva Retto Júnior, professor-pesquisador da Faculdade de Arquiteturas, Artes e Comunicação da Unesp Campus Bauru, tanto o Edifício Brasil Portugal quanto o Edifício Vila Real (outra obra modernista construída por Fernando Pinho) são projetos que tinham o objetivo de resolver a quadrícula estrutural e histórica de Bauru, dando à cidade um aspecto mais urbano, além de articularem as duas grandes avenidas da cidade que, naquele momento, estavam convertendo-se em espinhas dorsais da cidade que direcionavam o crescimento urbano, além de colocar nesse ponto um signo moderno da época: um edifício vertical moderno.

## Características

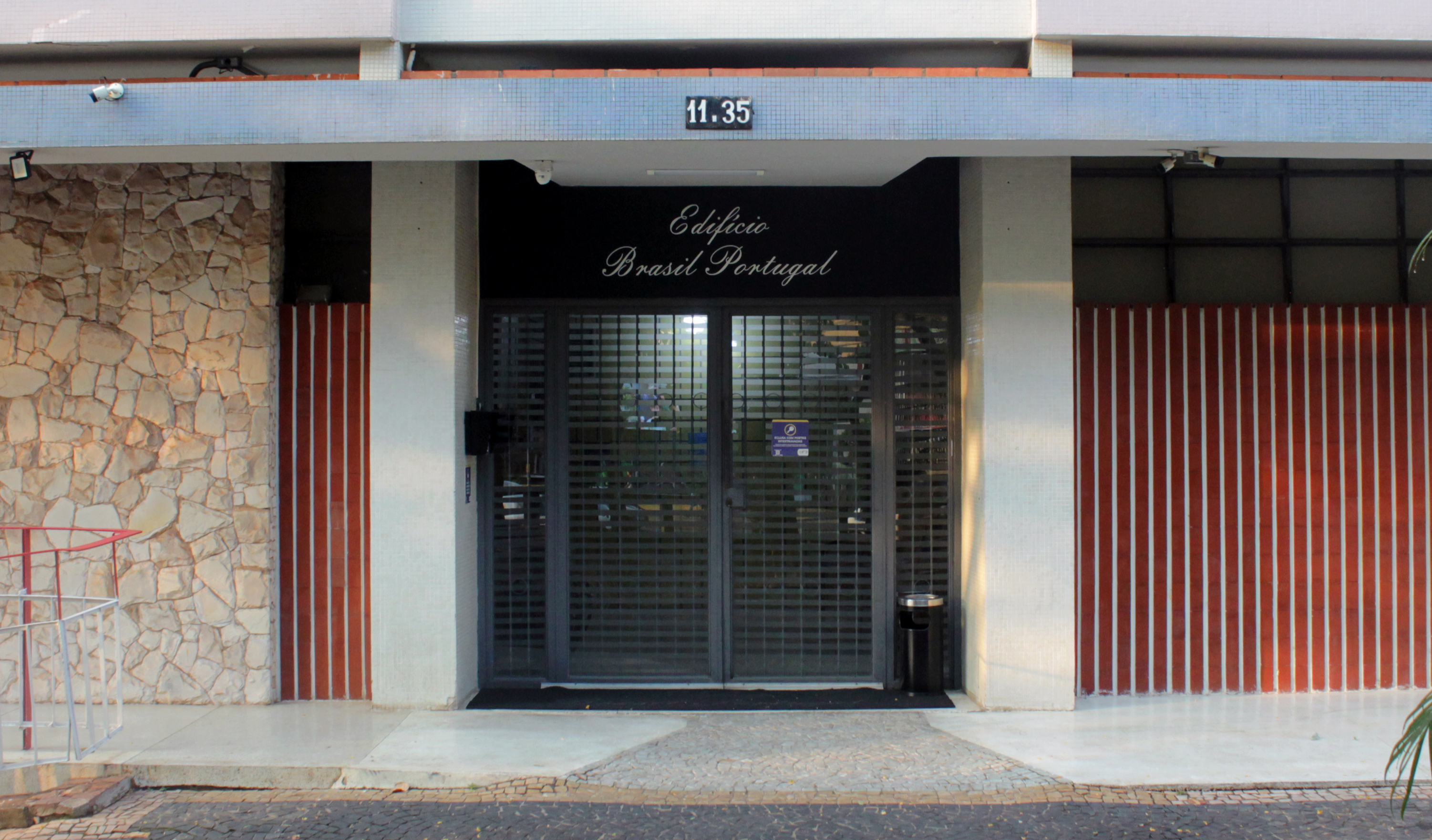
Entrada principal mostra a diversidade de materiais, mas mantendo uma paleta de cores homogênea, característica comum encontrada em monumentos modernistas europeus.

Situado na avenida Nações Unidas, 11-35, ocupa um terreno com 4.227,60m², em formato retangular, com a frente e traseira retas. A torre única no lote de esquina tinha, inicialmente, acesso livre aos pedestres e veículos ao interior do lote, deixando claro o pressuposto modernista de livre circulação do térreo como extensão do espaço publico, porém, em 29 de maio de 2012 foi aprovado a instalação de uma cancela para inibir a entrada de pessoas e veículos, embora seja possível acessá-lo a pé por uma rampa de veículos pela avenida Nações Unidas.
O edifício possui 12 andares com 4 apartamentos em cada um, totalizando 48 apartamentos. O nível do térreo dá acesso as diferentes partes do edifício, sendo o corredor para as garagens aos fundos (9 ao total), dependências do zelador, deposito ao nível da avenida Nações unidas e hall de entrada. O prédio está elevado ao nível do solo e construído diagonalmente aos eixos da avenida Nações Unidas (90.º de tangência) para dar um carácter de imponência do prédio, proporcionar conforto em relação às características térmicas e dar uma aparência maior do que ele realmente é. 

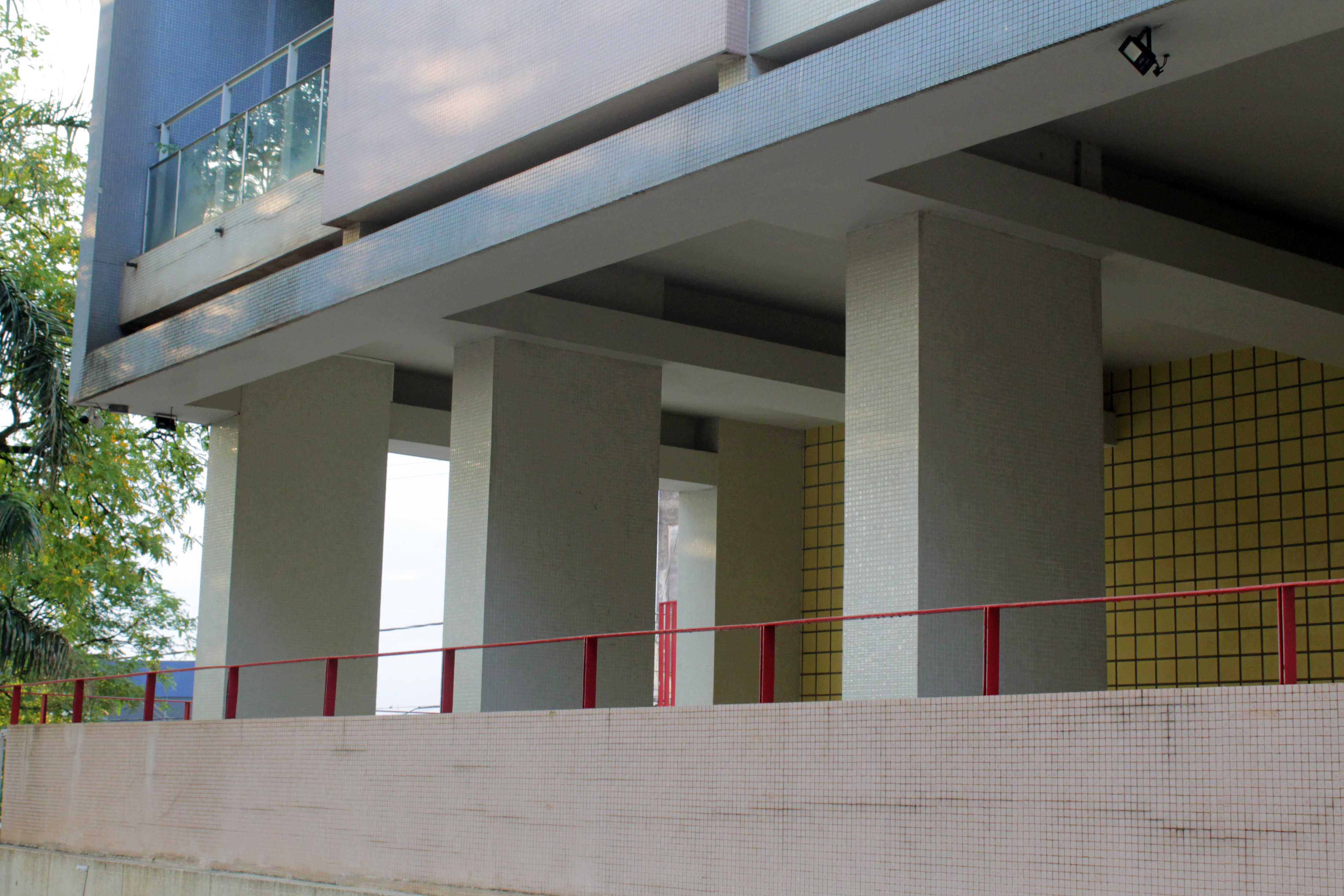
Vista da esquina do prédio onde é possível ver seus pilotis e sua elevação diante a rua.

Em consonância com princípios modernos, está apoiado em pilotis (conjunto de colunas que sustentam uma obra), estabelecendo uma relação aberta com o arranjo paisagístico em algumas partes laterais do prédio. Na entrada principal há uma praça que reduz significativamente a característica privada do quarteirão. O prédio é revestido de pastilhas cerâmicas em tons claros de azul e rosa e alguns cobogós na lateral ao lado de uma parede de tijolos vinhos, além de possuirrevestimento de piso amarelo no espaço que leva a entrada do prédio a parte traseira, denotando um amplo uso de cores muito comuns em projetos arquitetônicos visto na Europa. Está última parede está localizada no corredor que dá acesso aos fundos do prédio.
Após essa entrada, há um espaço de lazer ao nível da rua que antecede as garagens no fundo do prédio. Há, também, mais três garagens separadas com acesso livre pelas Avenida Nações Unidas, ao lado da entrada para o subsolo (gradeado).
O prédio possui quatro apartamentos por andar, com três tipos de configuração: um, dois ou três dormitórios, com áreas internas de 45,34 m², 78,82 m² e 97,72 m², respectivamente com intuito de de atrair e estabelecer espaços de convivência social onde pessoas de diversas origens compartilham um mesmo ambiente, agregando, assim, diferentes classes sociais.
Todos os apartamentos possuem pé-direito de 3 metros e acesso à área sociais e de serviços independentes. Os apartamentos de dois e três quartos possuíam originalmente duas portas de acesso, uma pela sala e outra pela cozinha. Os apartamentos de dois e três quartos também são os que possuem sacada, sendo ambas de frente para a avenida Nações Unidas sentido sul e dormitório de empregada ou sala de costura.
O desenvolvimento das plantas seguiu um arranjo modular rítmico que permitiu uma organização interna dos compartimentos para evitar a exposição de qualquer dos dormitórios à insolação direta proveniente do oeste ou do sul.

## Tombamento
O processo de tombamento do edifício se iniciou em 26 de junho de 1996 baseado na Lei Municipal n° 3486 que estabelece os critérios de um patrimônio histórico do município de Bauru. No parecer do prédio escrito em 9 de julho de 1996, são destacadas as razões históricas e arquitetônicas do edifício que refletem a década de 60, período este marcado por conquistas modernas no país e por uma filosofia baseada na racionalidade, quando comparado a obras de outras épocas e escolas arquitetônicas.
Destaca-se também o edifício como um marco fundamental, se observado suas proporções, conceito, funcionalidade e estética (tratamento dos elementos de caixilhos e parapeitos), além de influenciar as mudanças no município que, a partir do momento de sua construção, começou a receber demandas por residências verticais e coletivas em detrimento de casas isoladas em terrenos. Ainda de acordo com o parecer, o edifício:
Não é só uma obra concebida em que todos os seus elementos estruturais são valorizados sem escamoteamentos, mas nada, nenhum elemento adjetivo foi gratuito. O desenho dos vãos (condicionado à existência do quadrado como módulo de fachada), a planta interna de alguns espaços, os cheios e vazios e o jogo de cores são escolhas estéticas influenciadas por vertentes modernistas vindas das artes plásticas, como o Cubismo e o Construtivismo. É a arte atuando na construção de um cenário urbano coletivo (Proc. 18.040/1996, fl. 10).

Outro fator que contribui para seu tombamento é o seu local de construção, já que à época o local era o eixo mais importante da cidade permitindo que ele tornou-se um elemento de identificação da cidade.

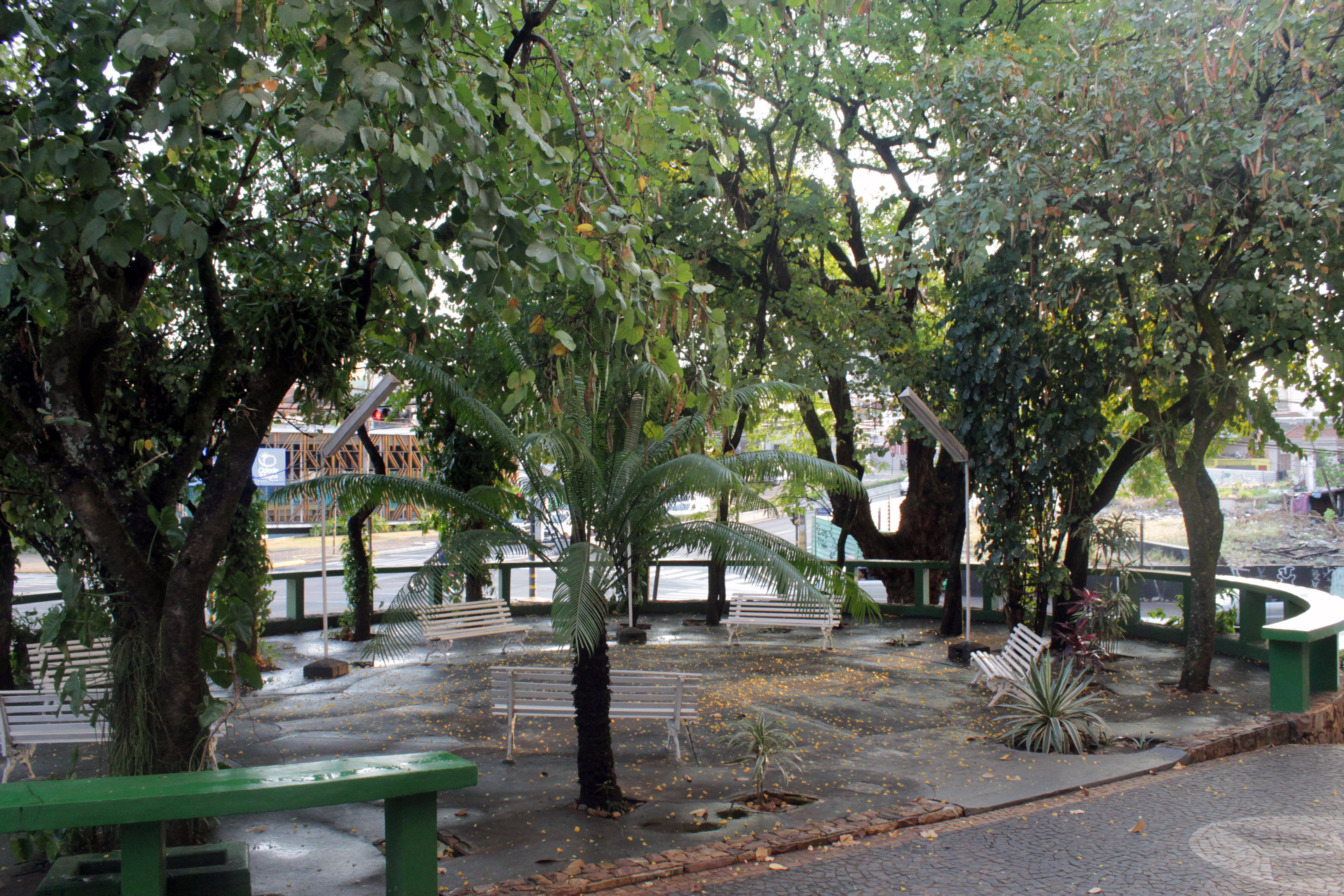
Praça do edifício que é preservada antes mesmo do início do processo de tombamento do prédio, em 1996.

O laudo de vistoria de avaliação para o tombamento do prédio datado de novembro de 1996 consta que o imóvel  se encontrava em ótimo estado de conservação, com seu revestimento original intacto e com algumas manchas pelo desgaste do tempo. A praça do prédio já era preservada por ordem anterior pela Secretaria Municipal do Meio Ambiente (Semma).
Na data da vistoria, ainda consta que no topo do prédio havia um letreiro de propaganda da Coca-Cola que não foi retirada à época, pois, de acordo com o relatório, tratava-se de um elemento identificatório e de referência para cidade. Hoje esse letreiro não existe mais. O laudo apontou somente a necessidade de mudança das portas de madeiras da garagem para portas de alumínio.
O tombamento do edifício foi aprovado de forma unânime em 19 de novembro de 1996, porém somente em 21 de fevereiro de 2002 foi registrada o tombamento do prédio. No documento consta como tombado as fachadas do edifício, suas áreas livres, incluindo acesso de veículos, jardins e área de lazer. Foi estipulado o valor de 50% venal do imóvel caso haja alguma alteração do imóvel sem a anuência do CODEPAC.

## Avaliação da qualidade habitacional
Em 2018, foi publicado um estudo na Revista Nacional de Gerenciamento de Cidades que mediu o nível de satisfação dos moradores do edifício Brasil Portugal. A metodologia usada foi Avaliação Pós-ocupação (APO) e Painel de Especialistas (PE) com amostra e 25 moradores de 25 apartamentos (52,08% do total das unidades).

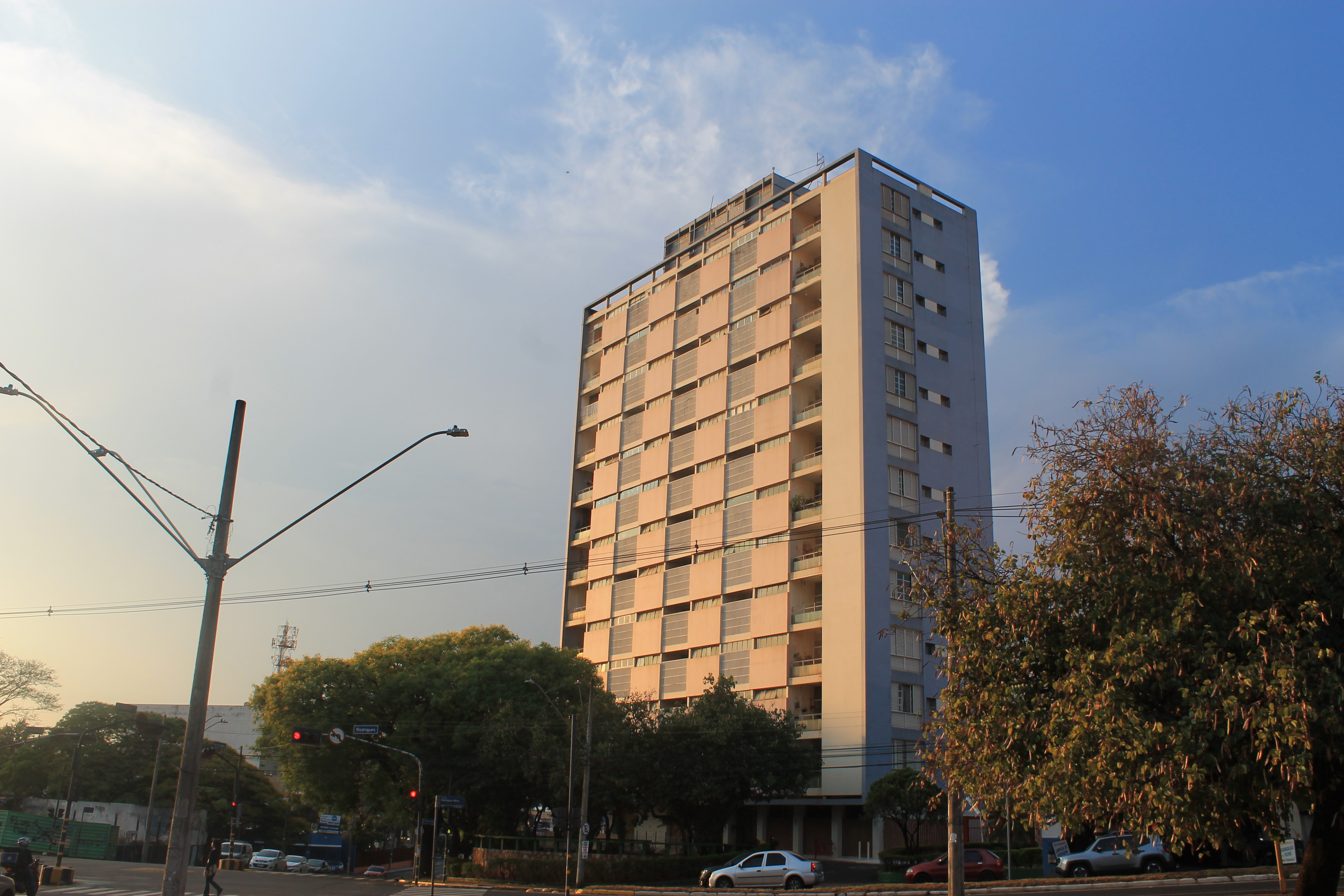
O prédio foi construído com suas faixadas orientadas para nordeste e sudoeste para ter um melhor conforto térmico nas horas mais quentes do dia.

Através dos critérios utilizados do PE constatou-se que os moradores mais gostam em seus apartamentos são o tamanho, o pé-direito, iluminação e ventilação natural e o que menos gostam é o barulho, o tamanho da cozinha dos apartamentos de um dormitório e a impossibilidade de instalar ar-condicionado devido o prédio ser tombado.
A iluminação natural foi classificada como "ótima", o conforto térmico como "agradável" e a ventilação natural também agrada à maioria dos moradores.  O barulho externo incomoda 76% dos moradores. A cozinha foi o comodo que mais desagrada os moradores devido, segundo eles, a falta de iluminação e ventilação natural.
Os critérios relacionados ao conforto térmico já haviam sido observados no relatório de tombamento do edifício em 1996. A disposição diagonal do prédio proporciona o conforto térmico que os participantes da pesquisa citam, já que a incidência solar ocorre e forma mais direta nos moradores, pois suas fachadas estão orientadas para nordeste e sudoeste, posições que proporcionam os melhores raios de sol no período da manhã e da tarde e evita o sol frontal, principalmente em horários críticos no período da tarde. De acordo ainda com o arquiteto, estes tributos são humanizadores, pois dão uma condição de conforto aos moradores, e não apenas um teto para que eles possam morar.

## Galeria

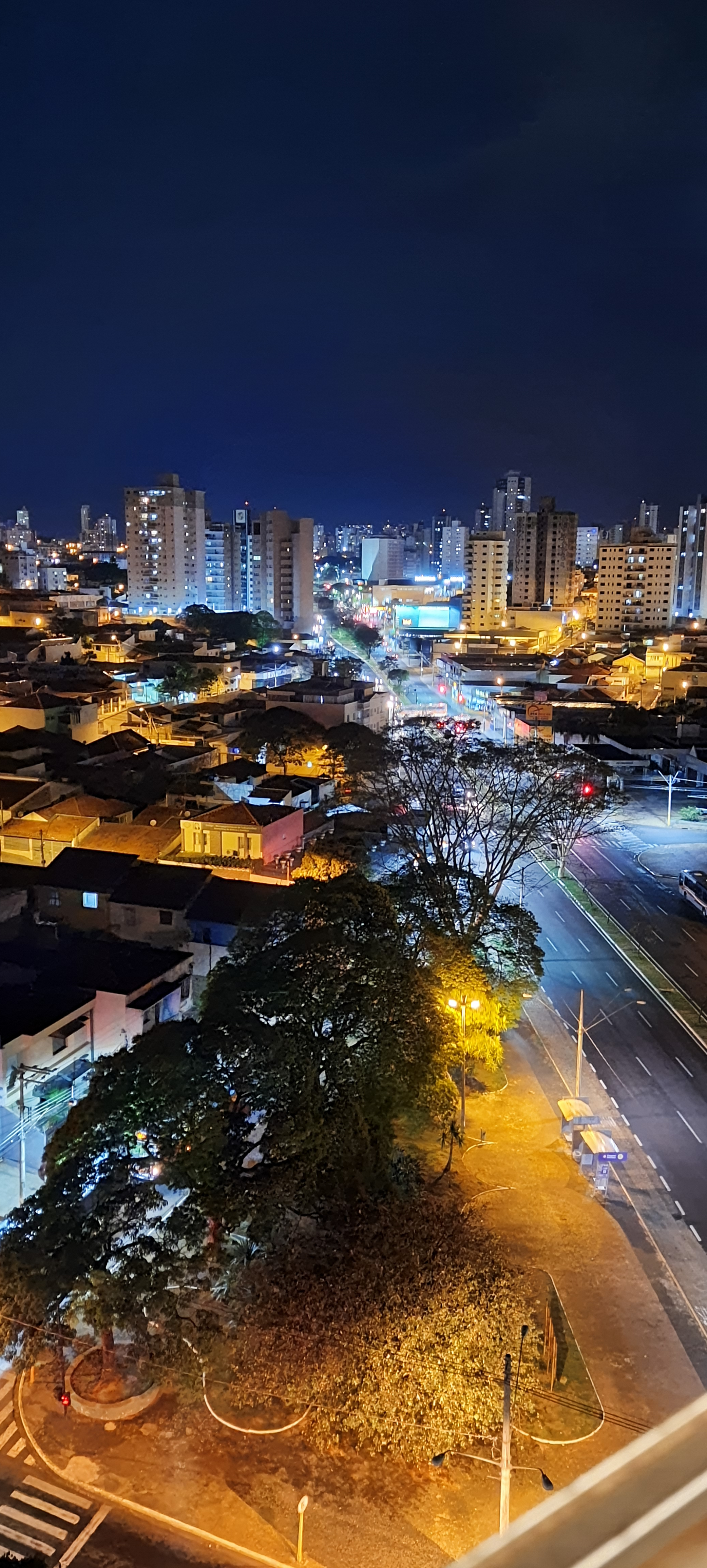
Vista noturna da Avenida Nações Unidas sentido sul pelo 11° andar do prédio.
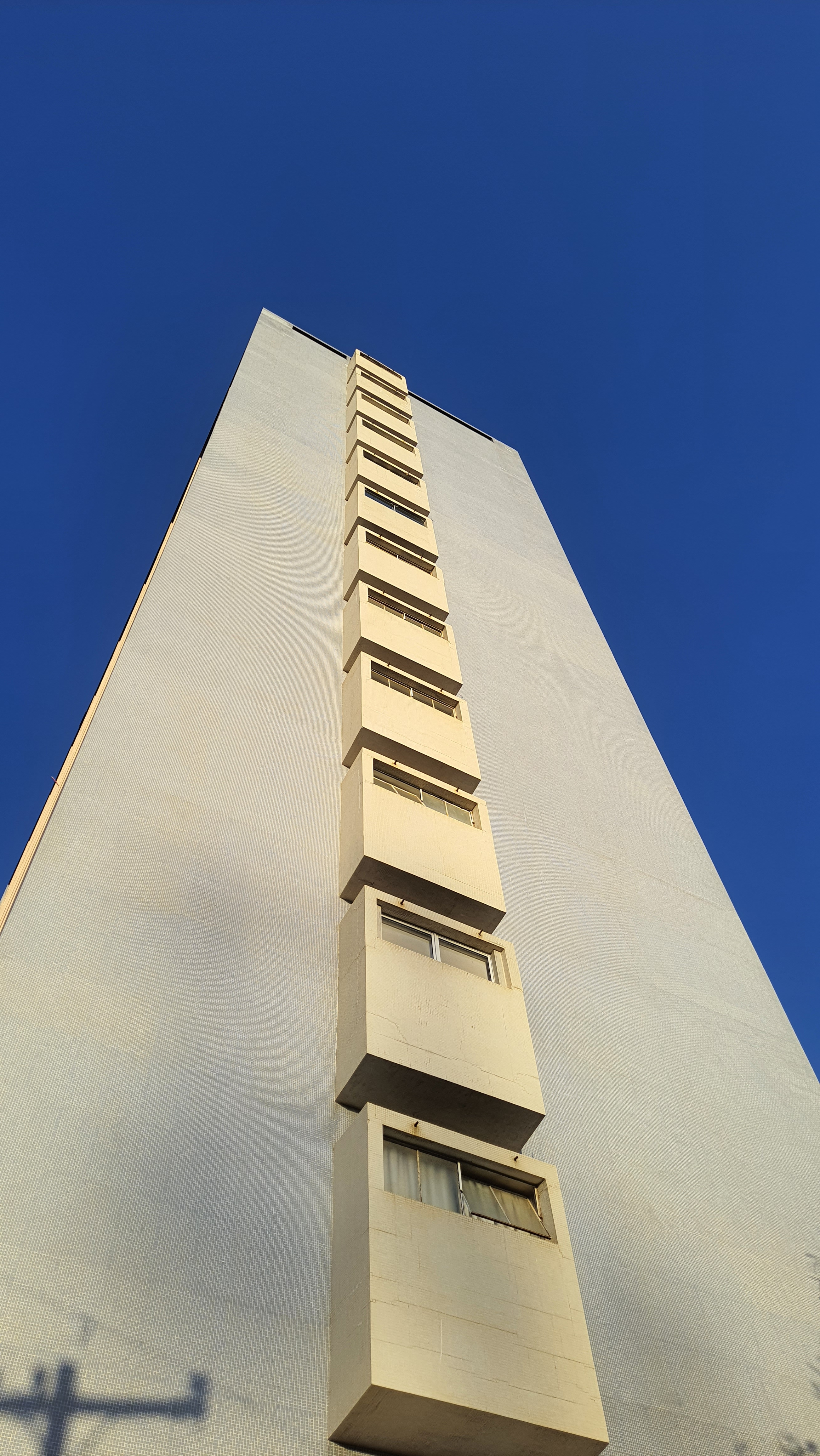
Vista lateral a partir da calcada da Avenida Nações Unidas, onde é possível ver os banheiros dos apartamentos de 2 dormitórios.
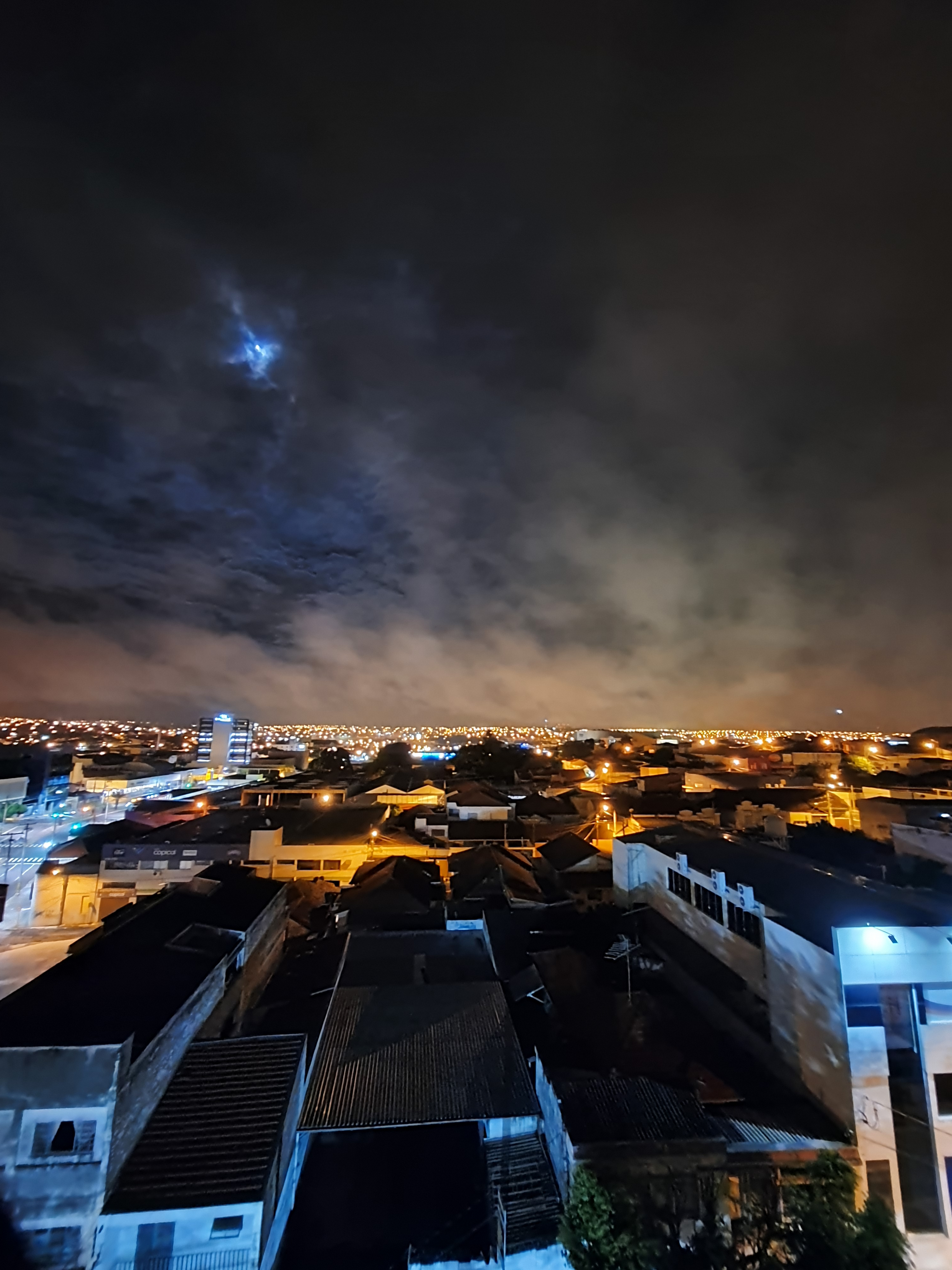
Vista noturna a partir da Rua Batista de Carvalho a partir do 5° andar. É possível ver a região norte de Bauru.
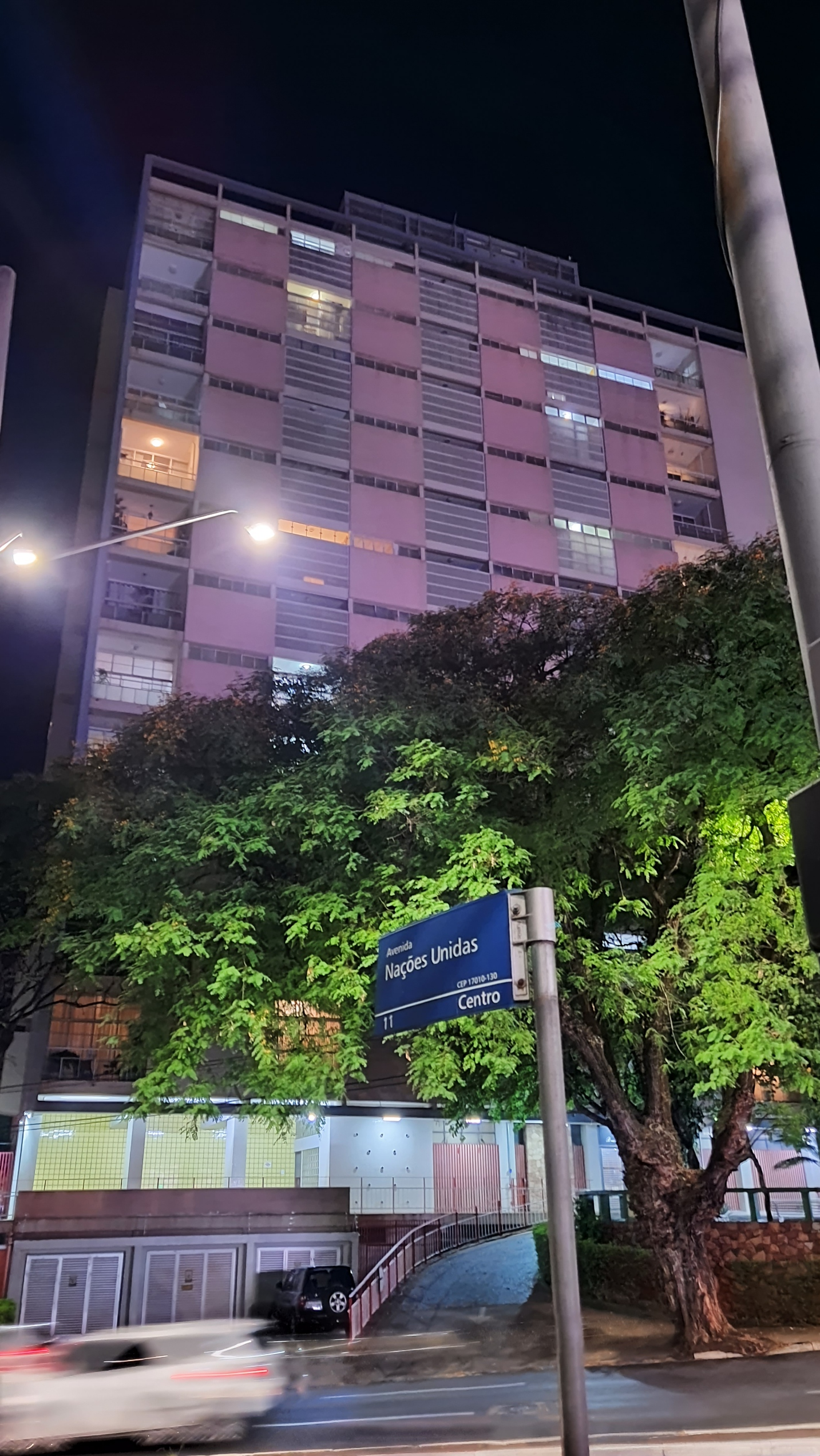
Vista noturna do edifício a partir da avenida Nações Unidas.
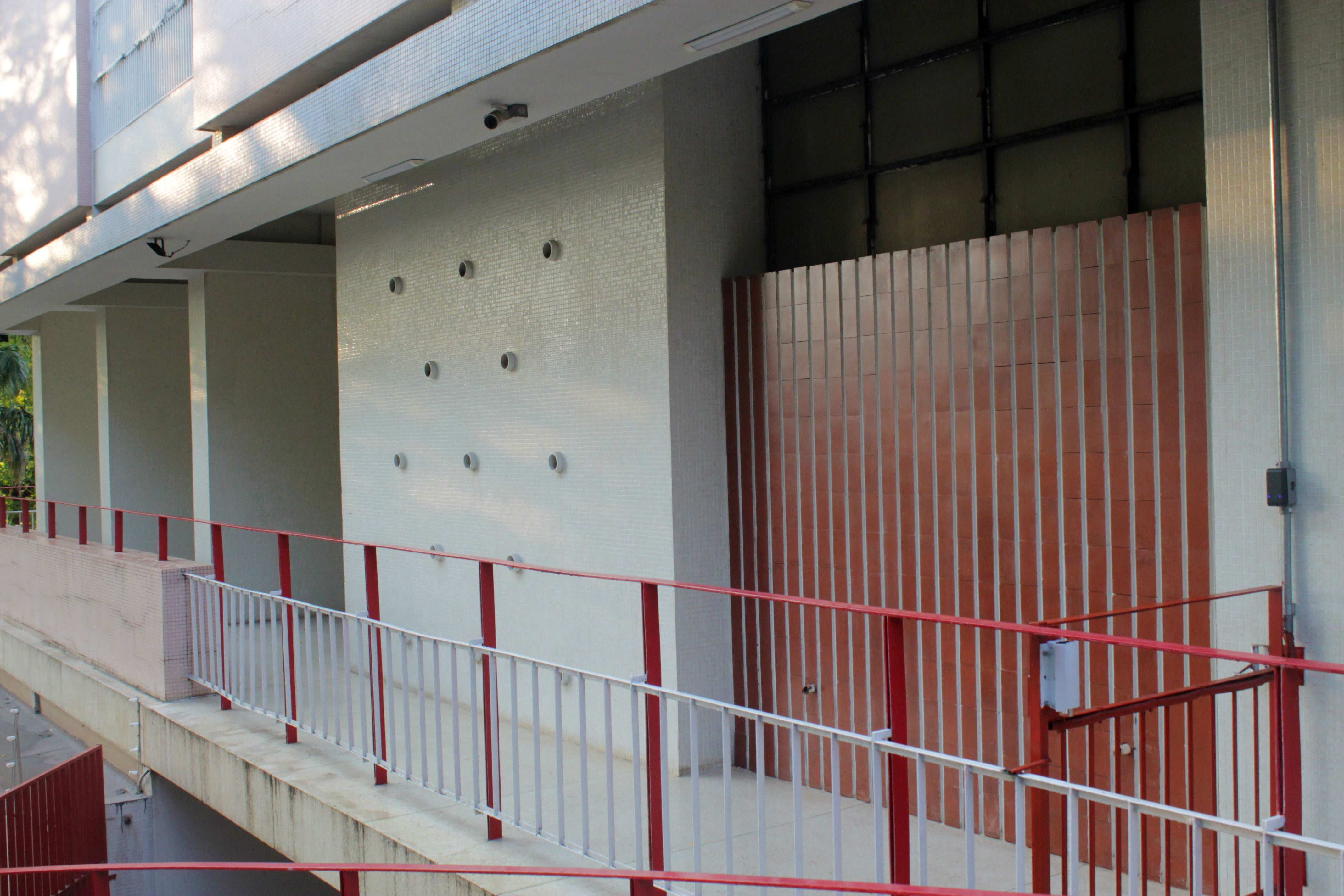
Lateral frontal do prédio com acesso à parte traseira interna.
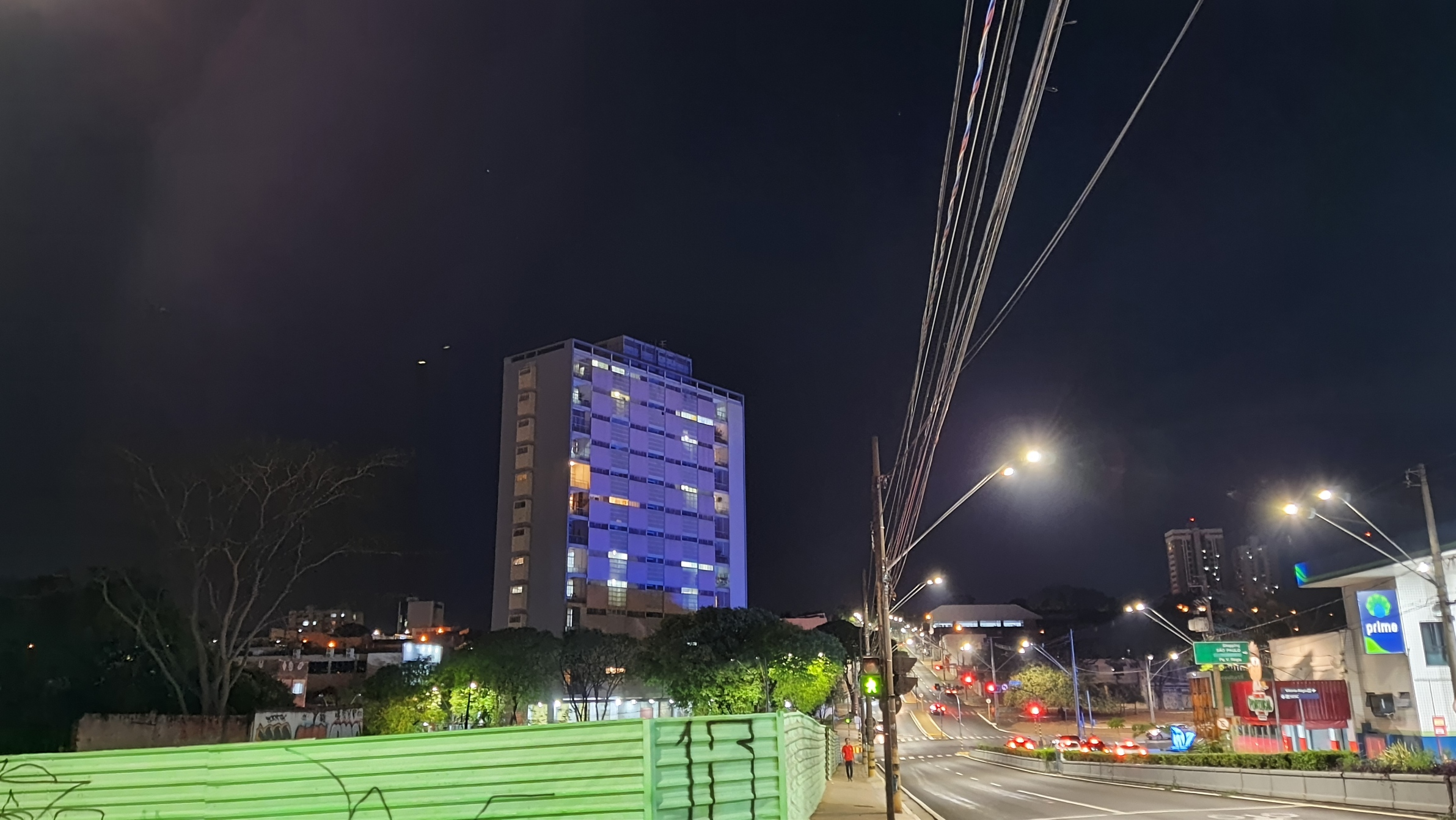
Vista noturna da esquina da rua Joaquim da Silva Martha com a avenida Nações Unidas.